# Fidzerald Rabaye
Fidzerald Rabaye, né le 23 avril 1996, est un coureur cycliste mauricien.

## Biographie
En 2013, Fidzerald Rabaye se classe deuxième du championnat de Maurice sur route juniors (moins de 19 ans).
Lors des Jeux des îles de l'océan Indien 2015, il se distingue en obtenant plusieurs médailles. La même année, il termine deuxième du championnat de Maurice du contre-la-montre chez les séniors. Il représente également son pays lors des Jeux africains à Brazzaville. 

## Palmarès
- 2013
  - 2e du championnat de Maurice sur route juniors
- 2015
  - 2e du championnat de Maurice du contre-la-montre
  -  Médaillé d'argent de la course en ligne aux Jeux des îles de l'océan Indien
  -  Médaillé d'argent du contre-la-montre par équipes aux Jeux des îles de l'océan Indien
- 2017
  - 2e du championnat de Maurice sur route
- 2018
  - Grand Prix Omnicane
  - Grand Prix d'Altéo[1]
  - Prologue du Tour de La Réunion (contre-la-montre par équipes)
- 2019
  - Grand Prix d'Altéo
- 2022
  - GP UCRH

## Classements mondiaux
| Année            | 2015 | 2016 | 2017 | 2018 |
| ---------------- | ---- | ---- | ---- | ---- |
| UCI America Tour | 183e |      |      | 197e |